# Marches de l'Entre-Sambre-et-Meuse
Pour les articles homonymes, voir Sambre-et-Meuse (homonymie).
Les Marches de l'Entre-Sambre-et-Meuse sont un ensemble de marches folkloriques, se déroulant de mai à octobre, en Belgique dans l'Entre-Sambre-et-Meuse. D'anciennes processions religieuses dédiés à des saints locaux, protecteurs des paroisses ont pris au fil des temps un caractère folklorique, sans cependant que l'aspect religieux en soit totalement perdu. Elles sont accompagnées d'escortes armées, également traditionnelles.
En 2012, quinze de ces marches ont été reconnues comme chefs-d'œuvre du patrimoine oral et immatériel de l'humanité par l'UNESCO.

## Historique

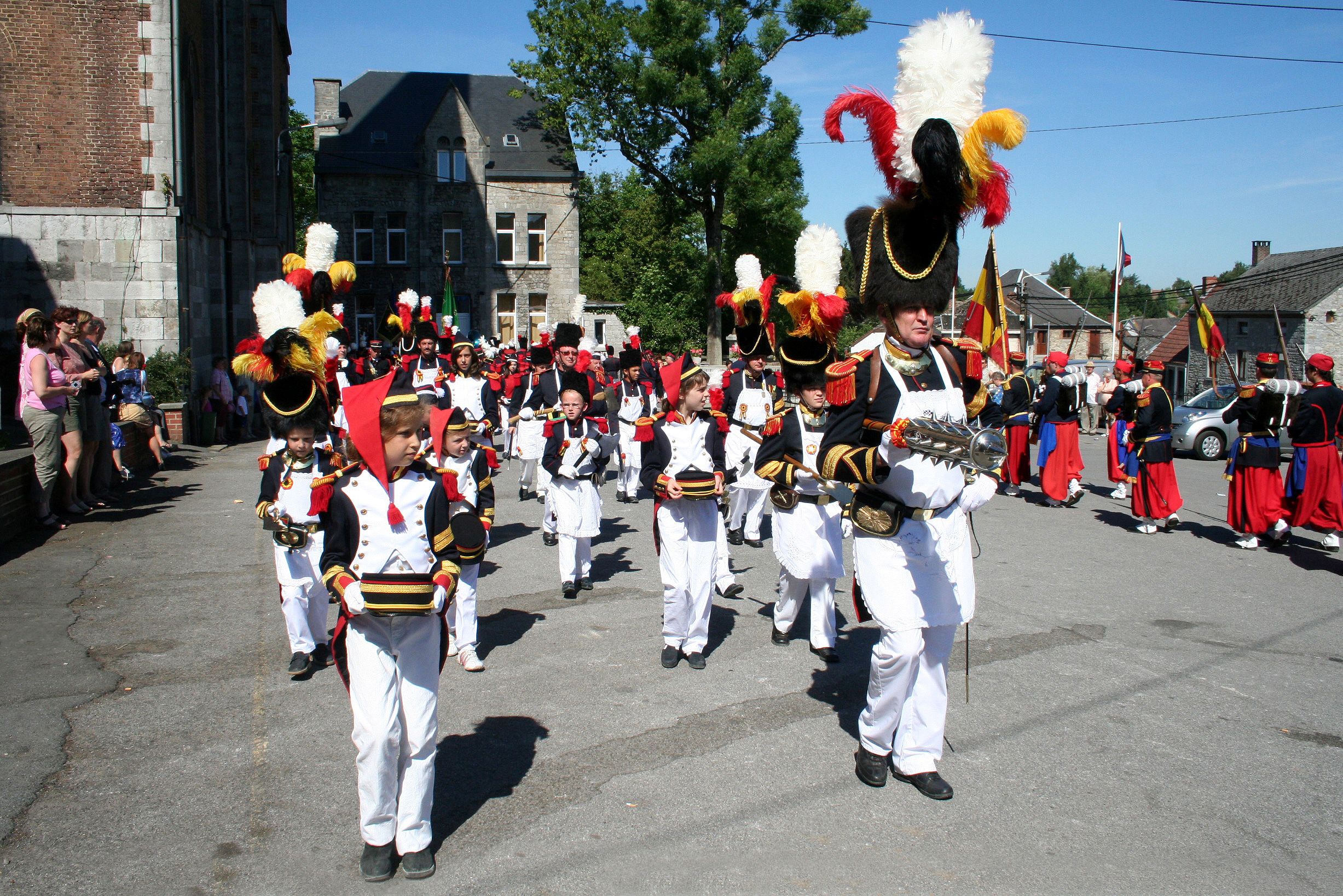
Morialmé, Les sapeurs et zouaves de la marche Saint-Pierre (2006).

Ces processions à caractère religieux trouvent leur origine dans les processions de la Fête-Dieu. Elles ont le plus souvent été ensuite dédiées à un saint ayant miraculeusement intercédé en faveur de la communauté locale. Bon nombre de marches sont ainsi placées sous le patronage de saint Roch (Thuin, Ham-sur-Heure, Châtelet, Acoz…) qui aurait intercédé en faveur des populations lors des épidémies de peste du XVIIe siècle.
L'origine des escortes armées accompagnant ces processions est quant à elle essentiellement profane. Ces escortes armées sont les héritières des milices urbaines et rurales qui devaient protéger villes et bourgs. Ces milices rendaient également les honneurs lors des manifestations importantes se déroulant dans leurs localités. Avec le temps, ces milices ont disparu et leur rôle a glissé vers des sociétés à caractère plus populaire, « les jeunesses ». Ces sociétés regroupant les hommes non mariés étaient le plus souvent chargées de l'organisation des manifestations festives dans les villes et villages. Ces groupements perpétuèrent les traditions en conservant un aspect militaire aux escortes et en les équipant tant bien que mal d'uniformes (du Premier et Deuxième Empire et de la garde civique belge) et d'armes à feu. Depuis les années 1960, on note davantage de groupes habillés d'uniformes inspirés ou reproduisant à l'identique ceux des armées du Premier Empire.

## Ordonnance du cortège
Bien que sujette à différentes variantes, l'ordonnance de ces processions obéit à quelques règles communes aux différentes marches :  
La procession est presque toujours ouverte par un peloton d'hommes portant des uniformes de sapeurs. Reconnaissables par le port du tablier blanc (de toile ou de cuir), ils portent une hache.
Vient ensuite la batterie. Cette phalange musicale est composée de fifres et tambours exécutant des airs traditionnels. Menée par un tambour-major, la batterie est parfois suivie d’une société de musique, fanfare ou harmonie.
Suivent les majors à cheval. Ces officiers sont montés et leur nombre peut varier. Ce sont eux qui, en règle générale, commanderont les salves.
Le drapeau et son escorte, le plus souvent constituée de jeunes enfants portant des uniformes d'officiers, sont placés entre les majors et les pelotons de tireurs.
Ces derniers peuvent être revêtus de costumes de voltigeurs, de grenadiers, de zouaves, etc. Lorsqu'il y a des tromblons, ceux-ci ferment généralement les rangs. Le rôle principal des tireurs est de faire parler la poudre lors des décharges (salves) en l'honneur du saint ou des personnalités recevant la procession.
Le clergé vient ensuite, accompagnant les reliques et suivi par les pèlerins.
Dans certains villages, un peloton de cavaliers peut également être adjoint à la compagnie. Lorsque c'est le cas, il ouvre souvent la route en se plaçant au devant de la compagnie.

## Le cassage de verre

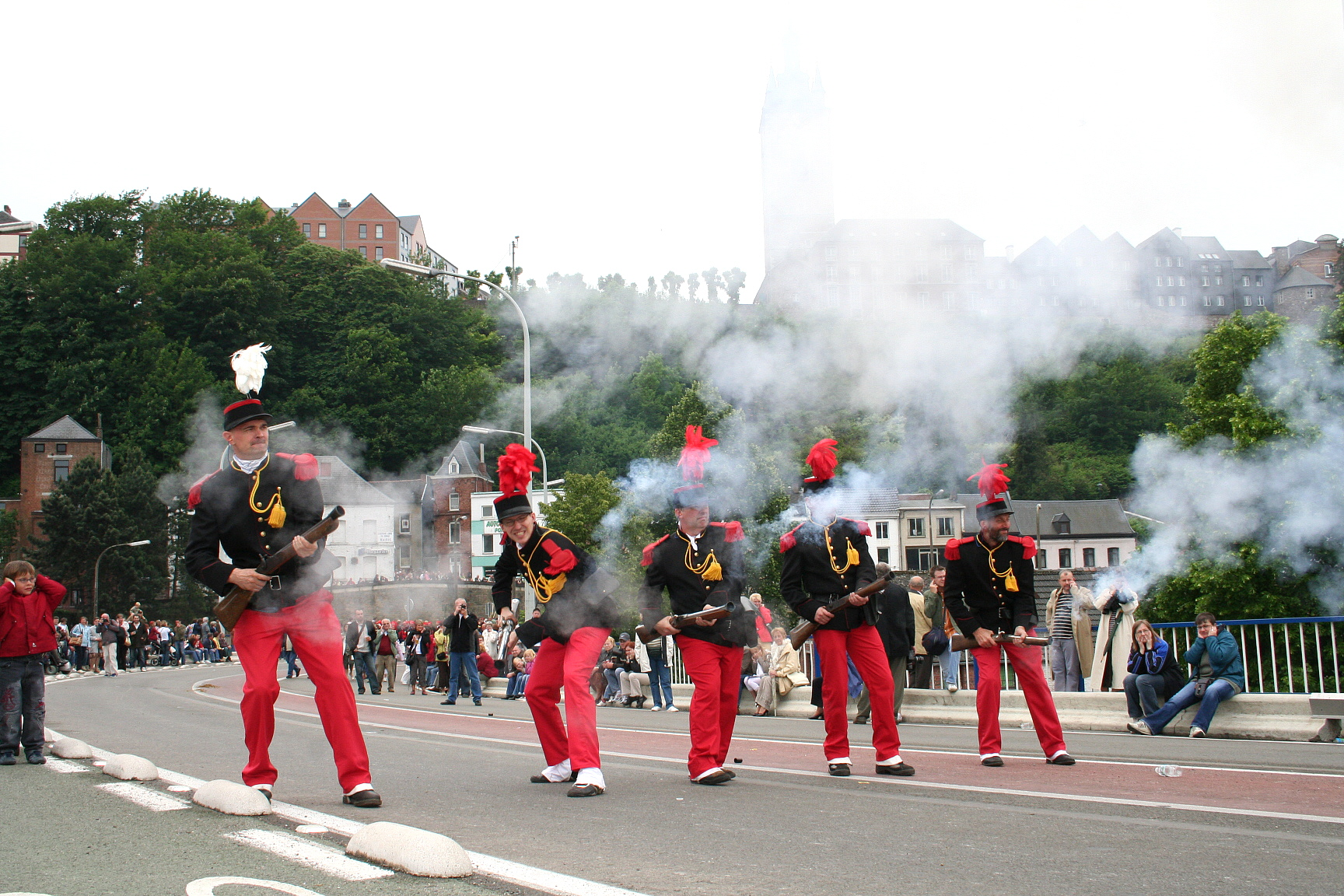
Thuin, tromblons de la 5E infanterie de la Compagnie Saint-Roch tirant une salve.

Le cassage du verre est une cérémonie traditionnelle au cours de laquelle, dans certains villages de Marcheurs, les places d'officiers sont attribuées. Les critères de priorité varient d'une Compagnie à l'autre en fonction des traditions locales. De nombreux corps d'office sont constitués suivant des degrés d'ancienneté au sein de la Compagnie. D'autres comités mettent les places d'officiers aux enchères et favorisent ainsi les plus offrants.
Quelle que soit la forme, le cassage du verre constitue, dans tous les cas, une prestation de serment, un engagement personnel de chaque officier vis-à-vis du folklore, du patrimoine de son terroir, une promesse de s'efforcer de maintenir les traditions dans leur juste valeur.
En présence de nombreux Marcheurs, du bourgmestre et des échevins, chaque officier lève son verre, de bière ou de « goutte », appelé à cette occasion « misérable » (parce que dépourvu de pied), le vide d'un trait et le jette violemment à ses pieds. Au moment où le verre se brise, les applaudissements des spectateurs et le roulement des tambours saluent son engagement.
Ce « passage des places » est considéré comme très officiel. L'officier doit organiser, gérer, recruter et veiller au maintien de la dignité.
Des statuts de 1894 mentionnent l'article suivant : « Celui qui après avoir cassé le verre se soustrairait à l'engagement contracté serait regardé comme parjure. On le mépriserait, il perdrait toute confiance ! »

## Patrimoine culturel immatériel de l'humanité

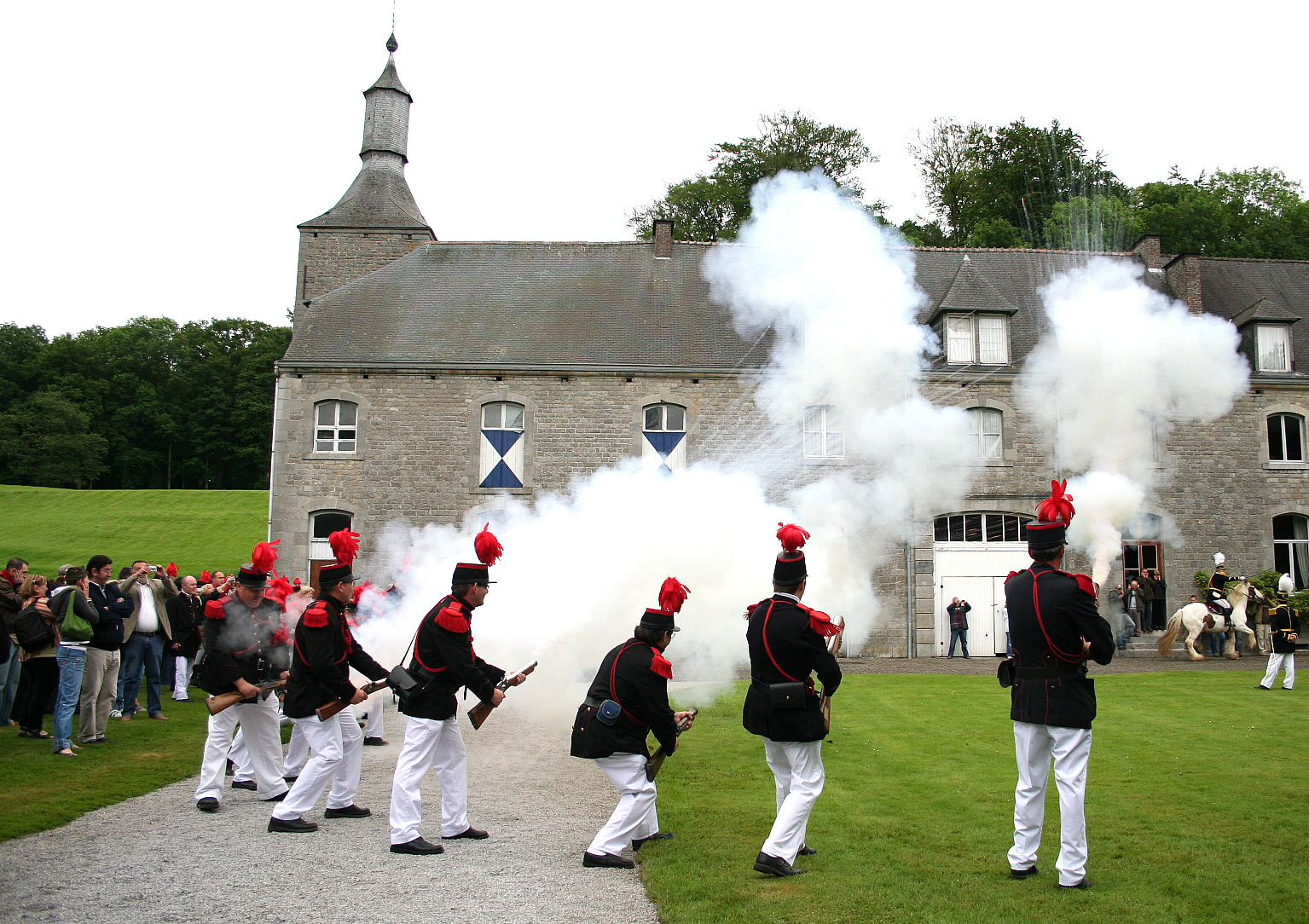
Acoz, salve dans la cour du château (2007).

Les quinze marches reprises sur la liste du patrimoine oral et immatériel de l'humanité se déroulent dans les localités suivantes :
 
- Acoz (Gerpinnes) : marche Saint-Roch et Saint-Frégo ;
- Biesmerée (Mettet) : marche Saint-Pierre ;
- Florennes : marche Saints-Pierre-et-Paul ;
- Fosses-la-Ville : marche Saint-Feuillen, marche septennale, dernière marche en 2019 ;
- Gerpinnes : marche Sainte-Rolende  ;
- Ham-sur-Heure (Ham-sur-Heure-Nalinnes) : marche Saint-Roch ;
- Jumet (Charleroi) : Tour de la Madeleine ;
- Laneffe (Walcourt) : marche Saint-Éloi ;
- Morialmé (Florennes) : marche Saint-Pierre ;
- Silenrieux (Cerfontaine) : marche Sainte-Anne ;
- Tarcienne (Walcourt) : marche Saint-Fiacre, le premier dimanche de mai ;
- Thuin : marche Saint-Roch ;
- Thy-le-Château (Walcourt) : marche Saints-Pierre-et-Paul ;
- Villers-Deux-Églises (Cerfontaine) : marche Saint-Pierre ;
- Walcourt : Marche de la Trinité.

## Galerie

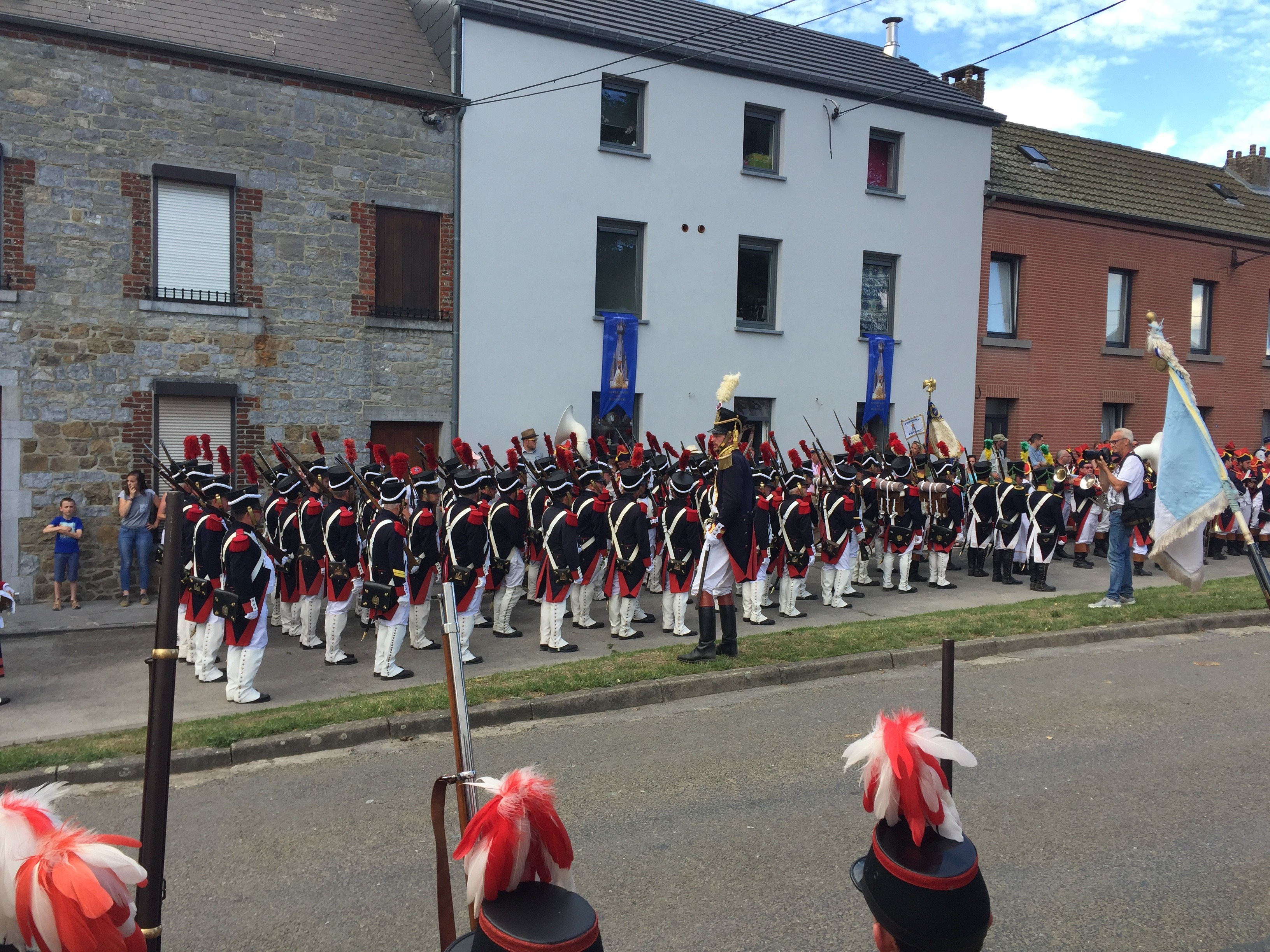
Marche de la Trinité, Walcourt.
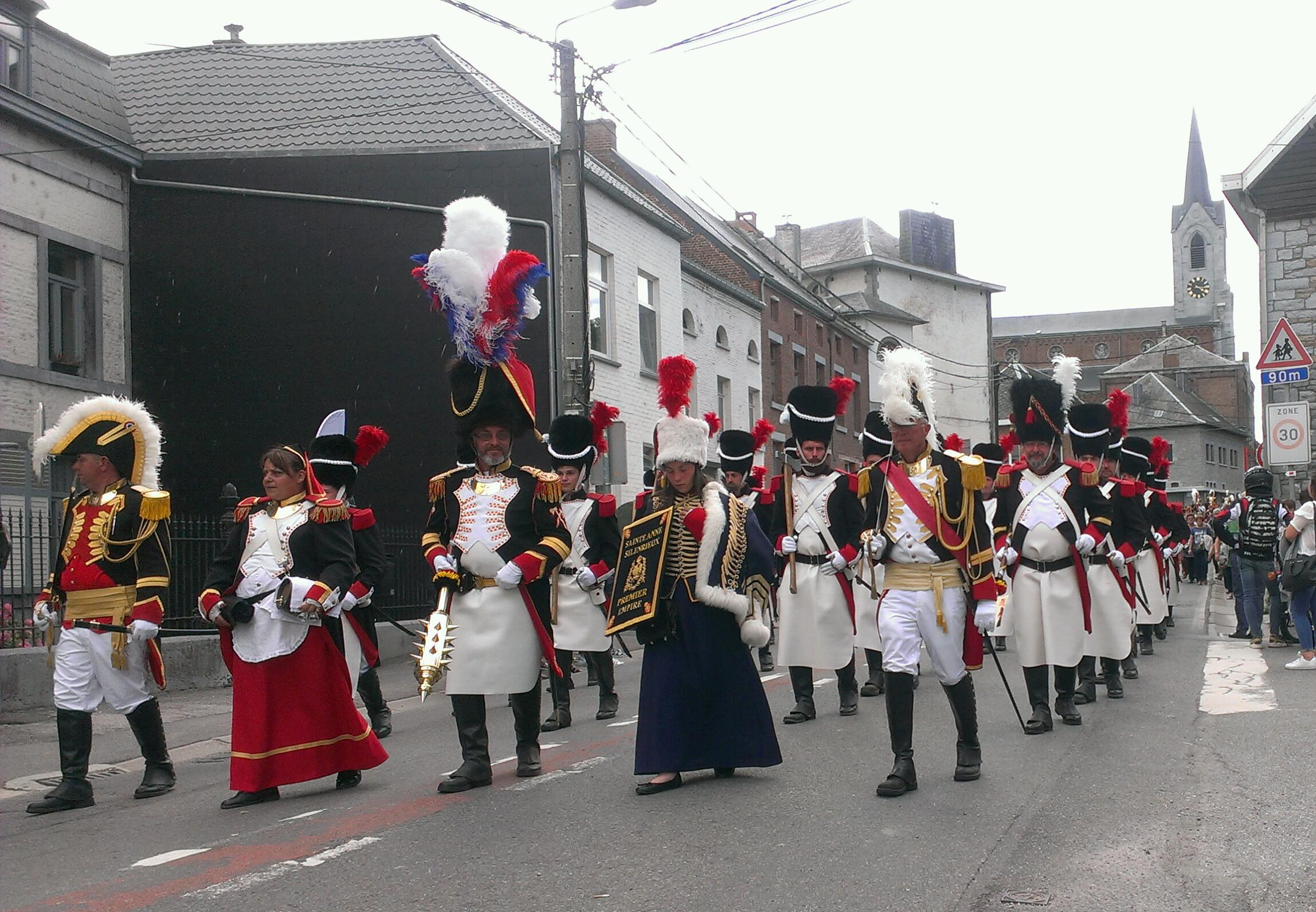
Marche Sainte-Anne de Silenrieux.
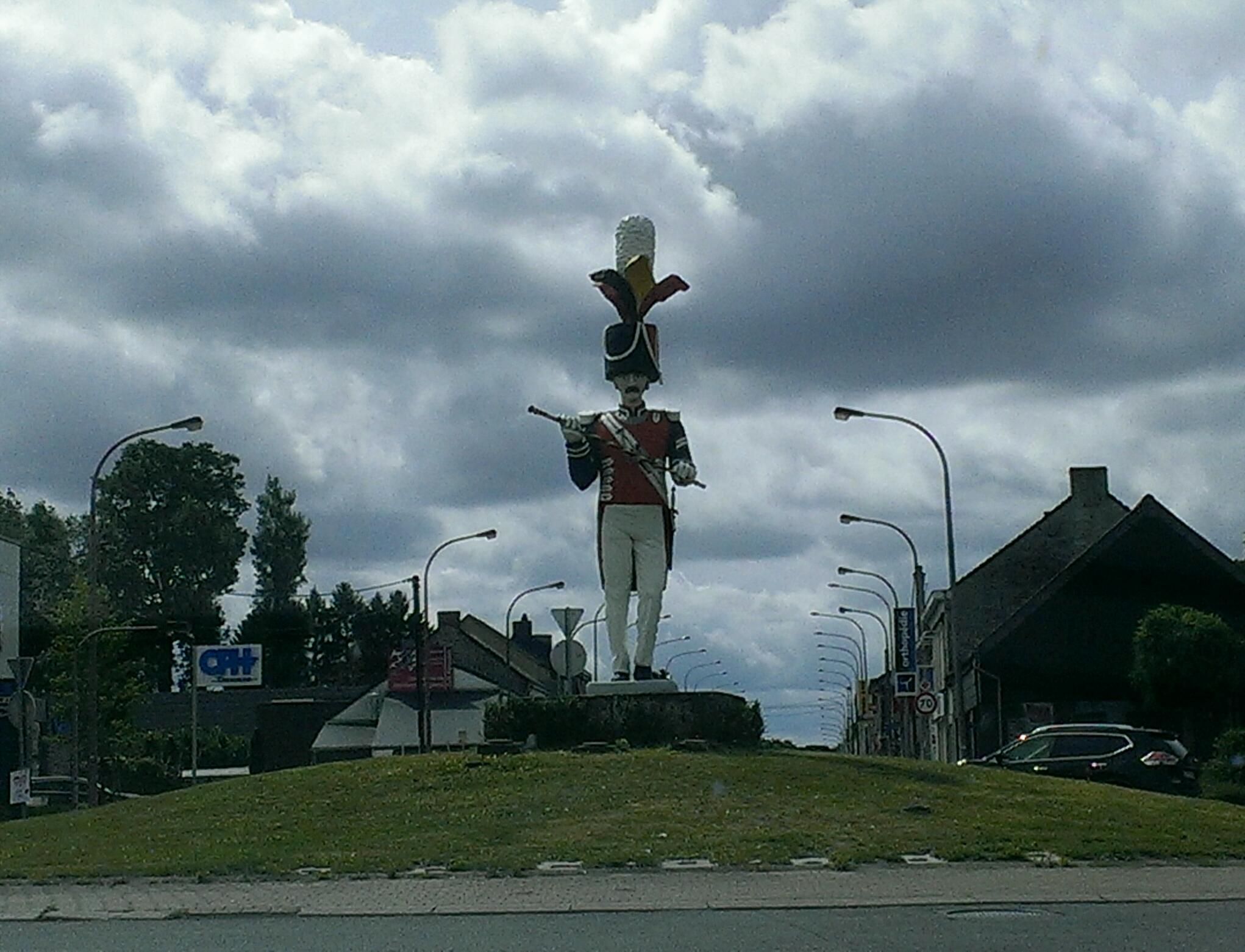
Monument au Marcheur à Gerpinnes.
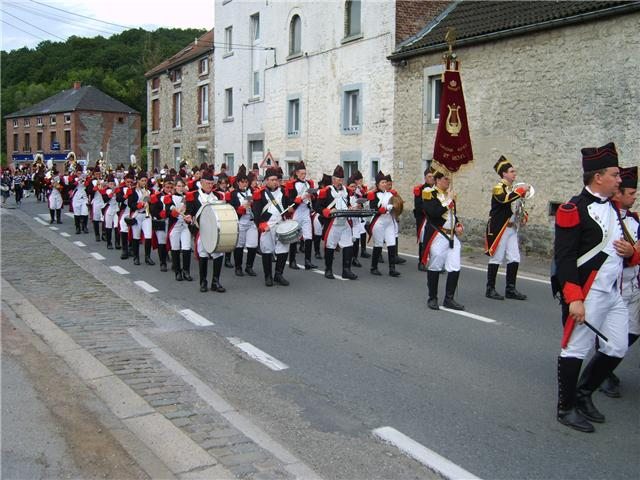
Marche Saint-Roch et Saint-Frégo à Acoz-Lausprelle.
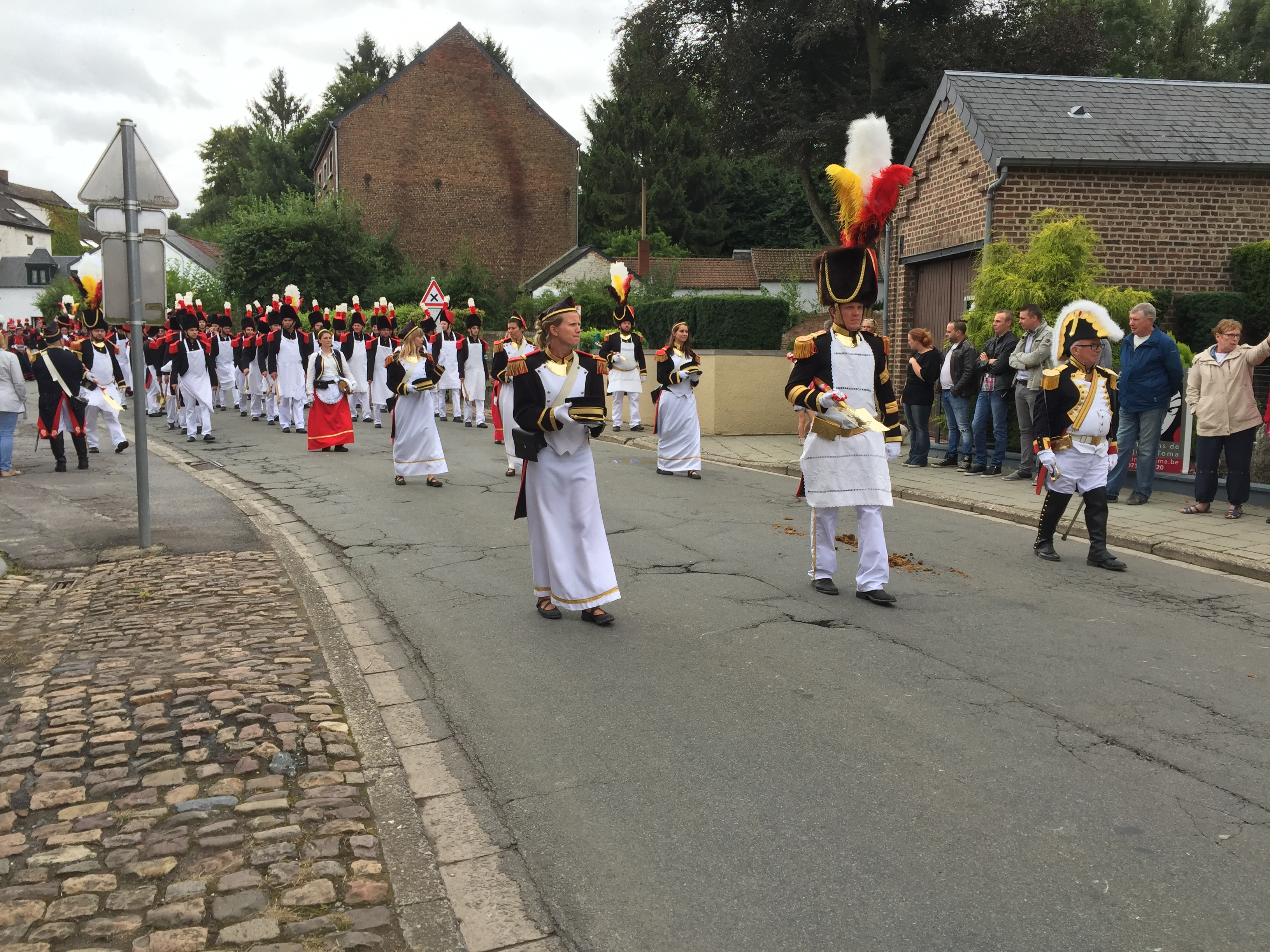
Marche Saint-Roch, Ham-sur-Heure.
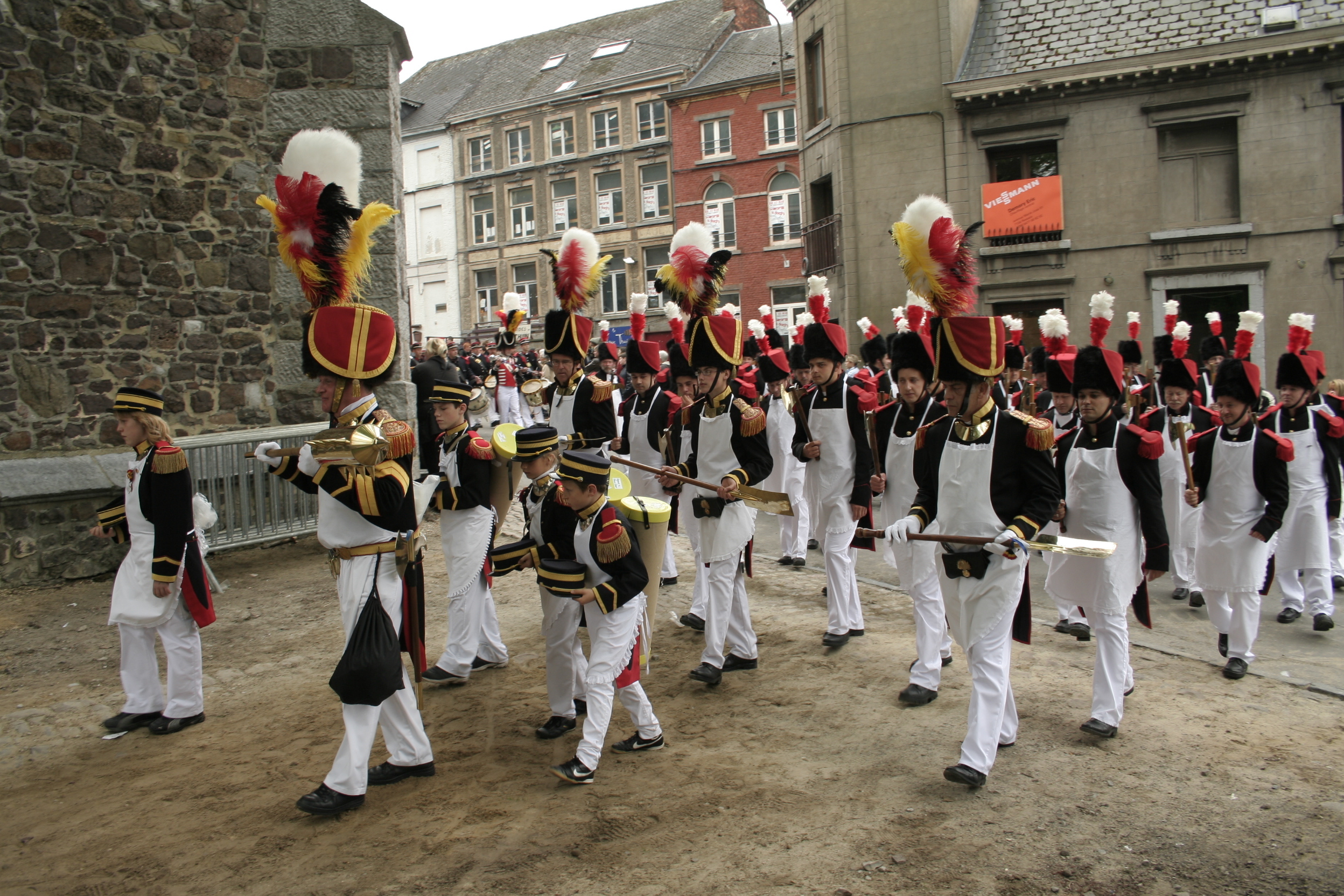
Marche Saint-Roch, Thuin.